# Línea C3 (Transportes de Murcia)
La línea C3 de Transportes de Murcia es una línea circular que une la Plaza Circular, la avenida de Primero de Mayo, la Ciudad de la Justicia y la estación de bus en sentido horario. El sentido contrario lo proporciona la línea C4.
Se trata de una variante de la línea C1, y solo presta servicio de lunes a viernes por la mañana

## Horario
|                    | Laborables invierno | Laborables verano | Sábados      | Domingos y festivos |
| ------------------ | ------------------- | ----------------- | ------------ | ------------------- |
| Primera expedición | 7:20                | 7:20              | sin servicio | sin servicio        |
| Frecuencia         | 13 min              | 17 min            | sin servicio | sin servicio        |
| Última expedición  | 15:14               | 15:22             | sin servicio | sin servicio        |

## Recorrido y paradas
| N.º  | Parada                             | Conexión          | Notas |
| ---- | ---------------------------------- | ----------------- | ----- |
| 9000 | Plaza Circular, 2                  | C1 C5 R14 R17 R80 |       |
| 9001 | Ronda de Levante, 6                | C1 R17            |       |
| 9002 | Juan XXIII                         | C1 R17            |       |
| 9003 | Bloques de Ayuso                   | C1                |       |
| 9004 | Gasolinera Atalayas (frente)       | C1                |       |
| 9005 | Avda. Primero de Mayo, 6           | C1 R20            |       |
| 9006 | Avda. Primero de Mayo Bloque 12    | C1                |       |
| 9007 | Avda. Primero de Mayo Bloque 15    | C1                |       |
| 9008 | Auditorio Víctor Villegas (frente) | C1                |       |
| 9009 | Carrefour Infante (frente)         | C1                |       |
| 9169 | Esquina Ciudad de la Justicia      | C2 C4             |       |
| 9262 | Avenida de La Justicia, 18         |                   |       |
| 9176 | Ciudad de la Justicia I            | C4                |       |
| 9177 | Esquina centro social Infante      |                   |       |
| 9178 | Centro Salud Infante               |                   |       |
| 9160 | Pintor Almela Costa (impar)        | C1 R80            |       |
| 9252 | Pintor Pedro Flores, 15            | C1                |       |
| 9253 | Pintor Pedro Flores, 3             | C1                |       |
| 9183 | Muebles La Fábrica                 | C1 C5             |       |
| 9017 | Alameda de Colón (Jardín)          | C1 C5             |       |
| 9254 | Hernández del Águila               | C1 C5             |       |
| 9019 | Glorieta de España                 | C1 C5 R12 R17     |       |
| 9020 | Malecón (Parking)                  | C1 R12            |       |
| 9021 | Juan de la Cierva, 5               | C1 R12            |       |
| 9022 | Plaza San Agustín                  | C1 R12 R14        |       |
| 9023 | Jardín de la Seda (frente)         | C1 R12            |       |
| 9024 | San Antón, 24                      | C1 R12            |       |
| 9025 | Ronda Norte, 21                    | C1 R14            |       |
| 9026 | Ronda Norte, 3                     | C1 R14 R20        |       |
| 9027 | Primo de Rivera, 19                | C1 R14 R20        |       |
| 9028 | Cárcel Vieja (frente)              | C1 R14 R20        |       |
| 9029 | Cajamurcia                         | C1 C5 R14 R20 R80 |       |
| 9152 | Plaza Circular, 2 (V)              | C1 C5 R14 R17 R80 |       |

- Datos: Q56641401